# 아다드-니라리 2세
아닷 니라리 2세는 신 아시리아 기간 최초의 아시리아 왕으로 일반적으로 고려된다. 그는 기원전 911년에서 891년까지 다스렸다. 그의 치세에서 기원전 7세기의 아슈르바니팔의 치세중까지 전체 시조 목록의 존재 때문에 기원전 911년의 그의 치세의 첫해는 아마도 정확한 해로 추산될 수 있는 고대 근동의 역사 중의 최초의 사건이지만 아시리아 왕 목록은 일반적으로 아닷니라리의 치세 전 수세기 동안은 매우 정확하다고 고려된다. 그리고 학자들은 일반적으로 기원전 12세기 후반 아수르-레쉬-이쉬 1세까지 단일한 연대에 동의한다.

## 인생
아닷니라리 2세는 아시리아 전방을 보호하려는 그의 아버지의 노력을 계속하는 시도로 아시리아의 적들에 대항하여 여러 차례 원정하였다. 아닷 니라리 2세는 남쪽으로 바빌로니아군에 대하여 원정하였는데 그곳에서 그는 카드무와 니시빈의 아라메안 도시를 복속시켰다. 수집된 엄청난 량의 보물들과 함께 그는 하부르 영역도 보호하였다.
아닷 니라리는 그의 아버지 아슈르-단 2세를 계승하였고, 그의 아들 투쿨티-닌우르타 2세에 의헤 계승되었다. 그는 아시리아 군대를 계속 적국의 영토로 보냈다.